# Nutcharut Wongharuthai
Nutcharut Wongharuthai (Mink Nutcharut taj. ณัชชารัตน์ วงศ์หฤทัย, ur. 7 listopada 1999 w Saraburi) – tajska snookerzystka, który bierze udział w zawodach World Snooker Tour oraz World Women’s Snooker. Jest jedyną kobietą, której udało się osiągnąć maksymalny break; wyczyn ten osiągnęła podczas meczu treningowego w marcu 2019.
Nutcharut zdobyła tytuł mistrzyni świata kobiet do lat 21 w 2018, zajęła drugie miejsce za Reanne Evans w Mistrzostwach Świata Kobiet w Snookerze w 2019 i wygrała pierwszy ze swoich siedmiu tytułów rankingowych podczas Australian Women’s Open 2019. Wygrała Mistrzostwa Świata Kobiet w Snookerze w 2022 roku, pokonując Wendy Jans 6–5 na czarnej bili i zostając pierwszą tajską zwyciężczynią turnieju. Przegrała finał w 2024 w decydującym framie z Bai Yulu.
Jako mistrzyni świata kobiet Nutcharut uzyskała dwuletnią kartę uprawniającą ją do udziału w zawodowym tourze, począwszy od sezonu snookerowego 2022/23. W parze z Neilem Robertsonem wygrali Mistrzostwa Świata w grze mieszanej 2022, pokonując w finale Marka Selby’ego i Rebeccę Kennę. Będąc najlepszą zawodniczką świata w snookerze kobiet na koniec sezonu 2023–2024, Nutcharut otrzymała nową kartę turniejową na dwa lata, począwszy od sezonu snookerowego 2024/25 .

## Wczesne życie
Nutcharut Wongharuthai urodziła się 7 listopada 1999 roku w Saraburi w Tajlandii. Znana jest jako „Mink” i wyjaśniła, że „w Tajlandii zwracamy się do każdego po przezwisku, ponieważ nasze tradycyjne tajskie imiona są zbyt długie i nie mamy żadnych chrześcijańskich imion, tak jak ludzie Zachodu. Dlatego zamiast tego używamy przezwisk”.
Matka Nutcharut była kasjerką w klubie bilardowym, a sama Nutcharut zaczęła grać w wieku 10 lat, aby zająć sobie czas po szkole, gdy czekała, aż matka skończy pracę. Do gry zachęcił ją właściciel klubu Atthasit Mahitthi, który był czołowym amatorem w Tajlandii i został jej trenerem. Nie mogąc dostać się na studia, Nutcharut poświęcił się zawodowo snookerowi. Przeprowadziła się do Bangkoku, gdzie ćwiczyła osiem godzin dziennie w klubie bilardowym Hi-End Snooker Club, który ją sponsoruje i wspiera.

## Snooker kobiecy
Nutcharut dotarła do finału Mistrzostw Świata U-21 w Snookerze IBSF 2015, gdzie przegrała z Baipat Siripaporn 2–5. Wygrała w 2016 roku w wieku 16 lat, pokonując w finale Siripaporn 5–2. i obroniła tytuł w dwóch kolejnych latach. Wzięła także udział w Mistrzostwach Świata Kobiet w Snookerze 2017 i wygrała Challenge Cup, w którym rywalizowały zawodniczki, które nie dotarły do ćwierćfinału głównego wydarzenia. Podczas Azjatyckich Igrzysk Sportów Halowych i Sztuk Walki w 2017 roku w snookerze na sześciu czerwonych Nutcharut zdobył złoty medal po zwycięstwie 4–0 nad Waratthanun Sukritthanes.
Podczas swojego pierwszego turnieju w Wielkiej Brytanii, British Open 2018, Nutcharut pokonała panującą mistrzynię świata Ng On Yee w drodze do swojego pierwszego finału rankingu kobiet w snookerze, w którym przegrała 0–4 z Reanne Evans. Dwa miesiące później wygrała Mistrzostwa Świata Kobiet do lat 21 w Snookerze 2018, nie przegrywając ani jednej partii, w tym pokonując w finale Emmę Parker 3–0.
W marcu 2019 roku podczas treningu osiągnęła breaka 147, co było pierwszym i jedynym znanym maksymalnym breakiem osiągniętym przez zawodniczkę. W ćwierćfinale pokonała obrończynię tytułu Ng w drodze do finału Mistrzostw Świata Kobiet w Snookerze 2019, gdzie przegrała z 12-krotną mistrzynią Evans.
Nutcharut była jedną z czterech kobiet wybranych do udziału w turnieju Women’s Tour Championship, który odbył się w Crucible Theatre w Sheffield w sierpniu 2019. Był to pierwszy raz od 2003 roku, kiedy kobiety zagrały na obiekcie, który ma status kultowego obiektu w snookerze, ponieważ od 1977 roku odbywają się tam coroczne Mistrzostwa Świata w Snookerze. W półfinale grała z Evans i po tym, jak wygrały po jednej partii, Evans wygrała mecz rozstrzygnięty respotted black, a nie w trzeciej partii, ze względu na ograniczenia czasowe. W kolejnym miesiącu Nutcharut wygrała Mistrzostwa Świata Kobiet International Billiards and Snooker Federation, pokonując w finale Amee Kamani 4–2.
Podczas Australian Open w 2019 roku Nutcharut i Ng były jedynymi zawodniczkami, które ukończyły swoje grupy kwalifikacyjne bez straty ani jednej partii. Nutcharut dotarła następnie do finału, wciąż nie tracąc ani jednej partii, pokonując Kimberly Cullen 3–0, Carlie Tait 3–0 i Jaique Ip 4–0, by w końcu dotrzeć do finału, w którym pokonała Ng. Nutcharut wygrała finał 4–2, odnosząc swoje pierwsze zwycięstwo w turnieju rankingowym.

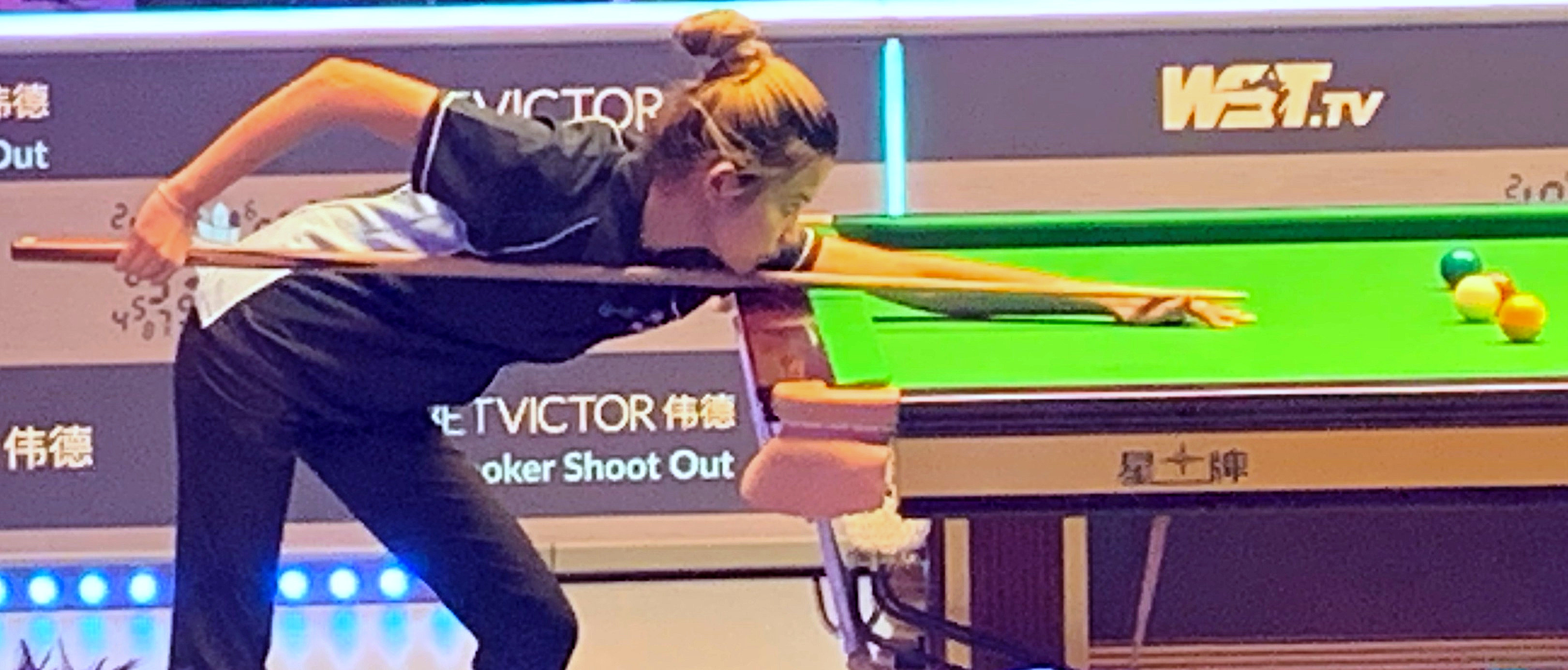
Nutcharut na turnieju Snooker Shoot Out 2020

Od lutego 2020 do stycznia 2022 Nutcharut nie brała udziału w Mistrzostwach Świata w Snookerze Kobiet z powodu pandemii COVID-19. W swoim pierwszym turnieju po powrocie wygrała British Open 2022, pokonując Evans 4–3. W marcu 2020 roku obroniła tytuł mistrzyni świata kobiet IBSF w 6-reds, pokonując Dianę Stateczny 5–3.
Podczas Mistrzostw Świata Kobiet w Snookerze w 2022 roku Nutcharut zmierzyła się w ćwierćfinale z trzykrotną mistrzynią Ng. Chociaż Nutcharut prowadził 3–0, Ng zdołał wymusić rozstrzygający frame, ale Nutcharut wygrała mecz 4–3 na czarnej bili. W półfinale pokonała Rebeccę Kennę 5–1, a w finale zmierzyła się z Wendy Jans. Chociaż Nutcharut prowadziła 2–1, Jans wygrał cztery z pięciu kolejnych partii i wyszła na prowadzenie 5–3. Nutcharut wygrał kolejne dwie partie, wymuszając decydującą partię, w której tytuł został ustalony na ostatniej czarnej bili. Jans chybiła czarną bilę do żółtej kieszeni, pozostawiając ją na środku, co pozwoliło Nutcharut zdobyć pierwszy tytuł mistrzyni świata kobiet. Zwycięstwo zapewniło jej dwuletnią kartę do zawodowego Main Touru, dzięki czemu w kolejnym sezonie mogła dołączyć do Evansa i Ng w World Snooker Tour.  Po swoim zwycięstwie Nutcharut została zaproszona na spotkanie z premierem Prayutem Chan-o-chą, który powiedział jej, że „stworzyłaś dobrą historię dla Tajów w tym trudnym czasie”.  Jej kolejnym zwycięstwem w rankingu był Women’s Masters 2022, w którym pokonała Ng 4–0. Podczas kolejnego wydarzenia rankingowego pokonała Jans 4–1 i zdobyła tytuł Belgian Women’s Open 2023.
W sezonie 2023/24 Nutcharut wygrała dwa z ośmiu turniejów rankingowych sezonu i była finalistką trzech z nich. W finale US Open pokonała Ng 4–2, po czym odzyskała pozycję liderki rankingu. Później w sezonie pokonała tę samą przeciwniczkę takim samym wynikiem i zdobyła tytuł Belgian Open, co było jej pierwszą udaną obroną tytułu rankingowego i siódmym tytułem rankingowym w klasyfikacji generalnej. Przegrała 3–4 z Ng w finale Albanian Open, po tym jak odrobiła straty z wyniku 0–3  do 3–3.
Bai Yulu pokonała Nutcharut 6–5 w finale Mistrzostw Świata Kobiet w Snookerze 2024, wygrywając decydującą partię ostatnią różową bilą. Nutcharut nie przegrała ani jednej partii w tamtym turnieju przed finałem. W czwartym finale sezonu, w którym zmierzyła się z Ng, British Open, Nutcharut przegrała 1–4. Zakończyła sezon na szczycie rankingu.
Od lutego do maja 2023 r. Havig zajmowała pierwsze miejsce w światowym rankingu snookera kobiet. Nutcharut została zastąpiona przez Evans, ale w sierpniu tego samego roku odzyskała pozycję lidera i utrzymała ją do września 2024. Wygrała turniej Australian Women’s Open 2024, wbijając ostatnią czarną bilę w decydującym frejmie przeciwko Ng. W październiku 2024 roku została Komandorem III klasy Orderu Direkgunabhorn.

## World Snooker Tour
Nutcharut brał udział w Q School, zawodach kwalifikacyjnych do głównego World Snooker Tour, kilkakrotnie. Podczas turnieju w 2022 roku pokonała pięciu zawodników, w tym dwóch byłych zawodowców.
Podczas pierwszego turnieju rankingowego sezonu snookera 2022/23, Championship League Snooker 2022, Nutcharut trafiła do Grupy 32 wraz z Xiao Guodongiem, Scottem Donaldsonem i Rodem Lawlerem. Dyrektor turnieju Paul Collier przychylił się do jej prośby i zmienił jej imię na Mink Nutcharut. Gracze zmierzyli się ze sobą w czteroframe’owych meczach rozgrywanych systemem każdy z każdym. Wygrała pierwszą partię z Xiao, ale przegrała 1–3. Przy wyniku 2–1 przeciwko Donaldsonowi mecz zakończył się remisem 2–2. Po przegranej 1–3 z Lawlerem jej wyniki sprawiły, że zajęła czwarte miejsce w grupie. Została wyeliminowana w swoim pierwszym meczu w dwóch kolejnych kwalifikacjach do turniejów rankingowych: 1–5 z Mitchellem Mannem w 2022 European Masters i 2–4 z Chen Zifanem w 2022 British Open. Pierwszym zawodowym zwycięstwem Nutcharut było pokonanie 4–2 Manna, który zajmował 71. miejsce, podczas zawodów kwalifikacyjnych do czwartego najważniejszego wydarzenia sezonu, Northern Ireland Open 2022. W swoim debiutanckim sezonie nie wygrała żadnego innego meczu singlowego.
Podczas Mistrzostw Świata w Gry Mikstowej 2022, pierwszej edycji turnieju od 1991 roku, Nutcharut i Neil Robertson pokonali w finale Kennę i Marka Selby’ego 4–2.  Otrzymali po 30 000 funtów za zdobycie tytułu, co było największą nagrodą w jej karierze do tej pory. W kwalifikacjach do Mistrzostw Świata w Snookerze 2023 przegrała z Dechawatem Poomjaengiem 7–10, ale dokonała swojego pierwszego przełomu w postaci breaku stupunktowego w meczu zawodowym, stając się pierwszą kobietą od czasów Kelly Fisher w 2002 roku, która zdobyła sto punktów w meczu o mistrzostwo świata.
W sezonie snookerowym 2023–2024 zremisowała dwa z trzech meczów Championship League (rankingowych) 2023, ale nie awansowała. Jej jedyne zwycięstwo w głównym tourze sezonu miało miejsce w kwalifikacjach do UK Championship 2023 , kiedy pokonała Adama Duffy’ego (96. miejsce) 6–3, ale następnie przegrała z Michaelem White’em (65. miejsce) w decydującej partii drugiej rundy. W turnieju kwalifikacyjnym do Mistrzostw Świata w Snookerze 2024 przegała z Duffym 5—10.
Będąc najlepszą zawodniczką w światowym rankingu snookera kobiet pod koniec sezonu 2023/24, Nutcharut otrzymała nową kartę turniejową na dwa lata, począwszy od sezonu snookera 2024/25. 12 września 2024 roku pokonała Reanne Evans 4–2 w pierwszej rundzie turnieju English Open 2024 w pierwszym meczu dwóch zawodniczek w ramach profesjonalnej World Snooker Tour.
W wywiadzie z lipca 2024 r. Nutcharut skomentowała, że kobiety są w stanie konkurować z mężczyznami w snookerze, ponieważ nie jest to sport kontaktowy, i dodała: „Oczywiście, są pewne elementy siły – takie jak siła uderzenia – ale myślę, że dzięki ćwiczeniom kobiety mogą zdominować mężczyzn w snookerze, a to jest ekscytujące!”.

## Wyniki

### World Snooker Tour
| Ranking                     | [ b ]         | [ b ]         | [ b ]         | [ a ]         | 95            | [ c ]         | 90            |               |               |               |               |               |
| Turnieje rankigowe          |               |               |               |               |               |               |               |               |               |               |               |               |
| Championship League         | nierankingowy | nierankingowy | A             | RR            | RR            | RR            | RR            |               |               |               |               |               |
| Xi'an Grand Prix            | nie rozegrano | nie rozegrano | nie rozegrano | nie rozegrano | nie rozegrano | LQ            |               |               |               |               |               |               |
| Saudi Arabia Masters        | nie rozegrano | nie rozegrano | nie rozegrano | nie rozegrano | nie rozegrano | 2R            |               |               |               |               |               |               |
| English Open                | A             | A             | A             | LQ            | LQ            | LQ            |               |               |               |               |               |               |
| British Open                | nie rozegrano | nie rozegrano | A             | LQ            | LQ            | LQ            | LQ            |               |               |               |               |               |
| Wuhan Open                  | nie rozegrano | nie rozegrano | nie rozegrano | nie rozegrano | LQ            | LQ            |               |               |               |               |               |               |
| Northern Ireland Open       | A             | A             | A             | 1R            | LQ            | LQ            |               |               |               |               |               |               |
| International Championship  | A             | A             | nie rozegrano | nie rozegrano | LQ            | LQ            |               |               |               |               |               |               |
| UK Championship             | A             | A             | A             | LQ            | LQ            | LQ            |               |               |               |               |               |               |
| Shoot Out                   | A             | 1R            | A             | 1R            | 1R            | 1R            |               |               |               |               |               |               |
| Scottish Open               | A             | A             | A             | LQ            | LQ            | LQ            |               |               |               |               |               |               |
| German Masters              | A             | A             | A             | LQ            | LQ            | LQ            |               |               |               |               |               |               |
| Welsh Open                  | A             | A             | A             | LQ            | LQ            | LQ            |               |               |               |               |               |               |
| World Open                  | A             | A             | nie rozegrano | nie rozegrano | LQ            |               |               |               |               |               |               |               |
| World Grand Prix            | DNQ           | DNQ           | DNQ           | DNQ           | DNQ           | DNQ           |               |               |               |               |               |               |
| Players Championship        | DNQ           | DNQ           | DNQ           | DNQ           | DNQ           | DNQ           |               |               |               |               |               |               |
| Tour Championship           | DNQ           | DNQ           | DNQ           | DNQ           | DNQ           | DNQ           |               |               |               |               |               |               |
| World Championship          | A             | A             | LQ            | LQ            | LQ            | LQ            |               |               |               |               |               |               |
| Turnieje nierankingowe      |               |               |               |               |               |               |               |               |               |               |               |               |
| Champion of Champions       | A             | A             | A             | 1R            | A             | A             |               |               |               |               |               |               |
| Byłe turnieje rankingowe    |               |               |               |               |               |               |               |               |               |               |               |               |
| Paul Hunter Classic         | LQ            | NR            | nie rozegrano | nie rozegrano | nie rozegrano | nie rozegrano | nie rozegrano | nie rozegrano | nie rozegrano | nie rozegrano | nie rozegrano | nie rozegrano |
| Gibraltar Open              | A             | WD            | A             | nie rozegrano | nie rozegrano | nie rozegrano |               |               |               |               |               |               |
| WST Classic                 | nie rozegrano | nie rozegrano | nie rozegrano | 1R            | nie rozegrano | nie rozegrano |               |               |               |               |               |               |
| European Masters            | A             | A             | A             | LQ            | LQ            | NH            |               |               |               |               |               |               |
| Byłe turnieje nierankingowe |               |               |               |               |               |               |               |               |               |               |               |               |
| Six-red World Championship  | RR            | A             | NH            | RR            | nie rozegrano | nie rozegrano |               |               |               |               |               |               |

| Legenda tabeli wyników              | Legenda tabeli wyników       | Legenda tabeli wyników                     | Legenda tabeli wyników                                                              | Legenda tabeli wyników                     | Legenda tabeli wyników                     |
| ----------------------------------- | ---------------------------- | ------------------------------------------ | ----------------------------------------------------------------------------------- | ------------------------------------------ | ------------------------------------------ |
| LQ                                  | odpadnięcie w kwalifikacjach | #R                                         | odpadnięcie we wczesnej fazie turnieju (WR = runda dzikich kart, RR = faza grupowa) | QF                                         | przegrana w ćwierćfinale                   |
| SF                                  | przegrana w półfinale        | F                                          | przegrana w finale                                                                  | W                                          | zwycięstwo                                 |
| DNQ                                 | nie zakwalifikował/a się     | A                                          | nie brał/a udziału                                                                  | WD                                         | zrezygnował/a w trakcie turnieju           |
| Legenda oznaczeń w tabelach wyników |                              |                                            |                                                                                     |                                            |                                            |
| NH / Nie roz.                       | NH / Nie roz.                | Turniej nie odbył się.                     | Turniej nie odbył się.                                                              | Turniej nie odbył się.                     | Turniej nie odbył się.                     |
| NR / Nie-rank.                      | NR / Nie-rank.               | Turniej nie był zaliczany jako rankingowy. | Turniej nie był zaliczany jako rankingowy.                                          | Turniej nie był zaliczany jako rankingowy. | Turniej nie był zaliczany jako rankingowy. |
| R / Rank.                           | R / Rank.                    | Turniej był zaliczany jako rankingowy.     | Turniej był zaliczany jako rankingowy.                                              | Turniej był zaliczany jako rankingowy.     | Turniej był zaliczany jako rankingowy.     |
| MR / Minor-Rank.                    | MR / Minor-Rank.             | Turniej był zaliczany jako minor ranking.  | Turniej był zaliczany jako minor ranking.                                           | Turniej był zaliczany jako minor ranking.  | Turniej był zaliczany jako minor ranking.  |

### World Women’s Snooker
| Obecne turnieje           |               |               |               |               |               |               |               |               |               |               |               |               |               |               |
| UK Championship           | A             | A             | SF            | A             | A             | SF            | QF            | SF            |               |               |               |               |               |               |
| US Open                   | nie rozegrano | nie rozegrano | nie rozegrano | nie rozegrano | nie rozegrano | A             | W             | QF            |               |               |               |               |               |               |
| Australian Open           | nie rozegrano | nie rozegrano | SF            | W             | NH            | A             | SF            | W             |               |               |               |               |               |               |
| Masters                   | A             | A             | A             | QF            | A             | W             | A             |               |               |               |               |               |               |               |
| Belgian Open              | nie rozegrano | nie rozegrano | SF            | SF            | NH            | W             | W             |               |               |               |               |               |               |               |
| Albanian Open             | nie rozegrano | nie rozegrano | nie rozegrano | nie rozegrano | nie rozegrano | nie rozegrano | F             |               |               |               |               |               |               |               |
| World Championship        | RR            | QF            | F             | NH            |               | SF            | F             |               |               |               |               |               |               |               |
| British Open              | NH            | F             | nie rozegrano | nie rozegrano | W             | 2R            | F             |               |               |               |               |               |               |               |
| Byłe turnieje             |               |               |               |               |               |               |               |               |               |               |               |               |               |               |
| European Masters          | nie rozegrano | nie rozegrano | F             | nie rozegrano | nie rozegrano | nie rozegrano | nie rozegrano | nie rozegrano | nie rozegrano | nie rozegrano | nie rozegrano | nie rozegrano | nie rozegrano |               |
| 10-Red World Championship | NH            | A             | QF            | QF            | nie rozegrano | nie rozegrano | nie rozegrano | nie rozegrano | nie rozegrano | nie rozegrano | nie rozegrano | nie rozegrano | nie rozegrano | nie rozegrano |
| 6-Red World Championship  | NH            | A             | 1R            | F             | nie rozegrano | nie rozegrano | nie rozegrano | nie rozegrano | nie rozegrano | nie rozegrano | nie rozegrano | nie rozegrano | nie rozegrano | nie rozegrano |
| Tour Championship         | nie rozegrano | nie rozegrano | nie rozegrano | SF            | nie rozegrano | nie rozegrano | nie rozegrano |               |               |               |               |               |               |               |
| Winchester Open           | nie rozegrano | nie rozegrano | nie rozegrano | nie rozegrano | F             | Not Held      | Not Held      |               |               |               |               |               |               |               |
| Scottish Open             | nie rozegrano | nie rozegrano | nie rozegrano | nie rozegrano | nie rozegrano | F             | NH            |               |               |               |               |               |               |               |
| Asia-Pacific Championship | nie rozegrano | nie rozegrano | nie rozegrano | nie rozegrano | nie rozegrano | QF            | NH            |               |               |               |               |               |               |               |

## Finały

### Finały kobiet
| Legenda                            |
| ---------------------------------- |
| Turniej rankingowy snookera kobiet |
| Mistrzostwa świata IBSF            |

| Rezultat   |     | Rok  | Zwycięzca                                          | Finalista                | Wynik | Przypisy |
| ---------- | --- | ---- | -------------------------------------------------- | ------------------------ | ----- | -------- |
| Finalistka | 1.  | 2015 | IBSF World Under-21 Snooker Championship           | Baipat Siripaporn        | 2–5   | [ 5 ]    |
| Zwycięstwo | 1.  | 2016 | IBSF World Under-21 Snooker Championship           | Baipat Siripaporn        | 5–4   | [ 7 ]    |
| Zwycięstwo | 2.  | 2017 | Asian Indoor and Martial Arts Games: 6-red snooker | Waratthanun Sukritthanes | 4–0   |          |
| Zwycięstwo | 3.  | 2017 | IBSF World Under-21 Snooker Championship           | Xia Yuying               | 5–3   | [ 7 ]    |
| Zwycięstwo | 4.  | 2018 | IBSF World Under-21 Snooker Championship           | Bai Yulu                 | 4–2   | [ 7 ]    |
| Finalistka | 2.  | 2018 | British Open                                       | Reanne Evans             | 0–4   | [ 43 ]   |
| Zwycięstwo | 5.  | 2018 | World Women’s Snooker Under-21 Championship        | Emma Parker              | 3–0   | [ 44 ]   |
| Zwycięstwo | 6.  | 2018 | UK Women’s Championship (Under-21s)                | Shannon Metcalf          | 2–1   | [ 45 ]   |
| Finalistka | 3.  | 2018 | European Women’s Masters                           | Reanne Evans             | 1–4   | [ 46 ]   |
| Finalistka | 4.  | 2018 | European Women’s Masters (Under-21s)               | Emma Parker              | 0–2   | [ 47 ]   |
| Finalistka | 5.  | 2019 | Belgian Women’s Open (Under-21s)                   | Steph Daughtery          | 0–2   | [ 48 ]   |
| Finalistka | 6.  | 2019 | World Women’s Snooker Under-21 Championship        | Ploychompoo Laokiatphong | 1–3   | [ 49 ]   |
| Finalistka | 7.  | 2019 | World Women’s Snooker 6-Red Championship           | Reanne Evans             | 1–4   | [ 50 ]   |
| Finalistka | 8.  | 2019 | World Women’s Snooker Championship                 | Reanne Evans             | 3–6   | [ 51 ]   |
| Finalistka | 9.  | 2019 | IBSF World Snooker Championship                    | Ng On Yee                | 2–5   | [ 52 ]   |
| Zwycięstwo | 7.  | 2019 | IBSF World Women’s 6 Reds Championship             | Amee Kamani              | 4–2   | [ 14 ]   |
| Zwycięstwo | 8.  | 2019 | Australian Women’s Open Championship               | Ng On Yee                | 4–2   | [ 53 ]   |
| Zwycięstwo | 9.  | 2020 | IBSF World Women’s 6 Reds Championship             | Diana Stateczny          | 5–3   | [ 17 ]   |
| Zwycięstwo | 10. | 2022 | British Open                                       | Reanne Evans             | 4–3   | [ 54 ]   |
| Zwycięstwo | 11. | 2022 | World Women’s Snooker Championship                 | Wendy Jans               | 6–5   | [ 55 ]   |
| Finalistka | 10. | 2022 | IBSF World Snooker Championship                    | Wendy Jans               | 1–4   | [ 56 ]   |
| Finalistka | 11. | 2022 | Scottish Women’s Open                              | Reanne Evans             | 2–4   | [ 57 ]   |
| Zwycięstwo | 12. | 2022 | Women’s Masters                                    | Ng On Yee                | 4–0   | [ 20 ]   |
| Zwycięstwo | 13. | 2023 | Belgian Women’s Open                               | Wendy Jans               | 4–1   | [ 21 ]   |
| Zwycięstwo | 14. | 2023 | US Women’s Open                                    | Ng On Yee                | 4–2   | [ 58 ]   |
| Zwycięstwo | 15. | 2024 | Belgian Women’s Open                               | Ng On Yee                | 4–2   | [ 59 ]   |
| Finalistka | 12. | 2024 | Albanian Women’s Open                              | Ng On Yee                | 3–4   | [ 60 ]   |
| Finalistka | 13. | 2024 | World Women’s Snooker Championship                 | Bai Yulu                 | 5–6   | [ 61 ]   |
| Zwycięstwo | 16. | 2024 | Australian Women’s Open                            | Ng On Yee                | 4–3   | [ 30 ]   |

### Finały drużynowe
| Rezultat   |    | Sezon | Zwycięzca                | Partner        | Przeciwnik w finale      | Wynik | Przypisy |
| ---------- | -- | ----- | ------------------------ | -------------- | ------------------------ | ----- | -------- |
| Zwycięstwo | 1. | 2022  | World Mixed Doubles 2022 | Neil Robertson | Mark Selby Rebecca Kenna | 4–2   | [ 62 ]   |